# 3,3,5-三甲基己醇
3,3,5-三甲基己醇是一种有机化合物，化学式为C9H20O，它可以三(2,4,4-三甲基戊基)硼为原料得到。它和对甲苯磺酰氯反应，可以得到对甲苯磺酸-3,5,5-三甲基己酯。在三苯基膦存在下，它和N-溴代丁二酰亚胺反应，可以得到1-溴-3,5,5-三甲基己烷。